# Athetis albilineola
Athetis albilineola är en fjärilsart som beskrevs av Louis Beethoven Prout 1928. Athetis albilineola ingår i släktet Athetis och familjen nattflyn. Inga underarter finns listade i Catalogue of Life.